# Víctor Javier Añino Bermúdez
|  | No s'ha de confondre amb Víctor Machín Pérez. |

Victor José Añino Bermúdez, més conegut com a Vitolo, és un futbolista canari. Va nàixer a Santa Cruz de Tenerife el 9 de setembre de 1983, i ocupa la posició de centrecampista.

## Trajectòria
Format al planter del CD Tenerife, debuta a Primera Divisió amb els canaris en un encontre de la temporada 01/02, en la qual el Tenerife baixa a Segona Divisió. A la categoria d'argent, passa a ser titular a partir del 2003.
L'estiu del 2005 fitxa pel Racing de Santander, on manté la seua titularitat. La temporada 07/08, per discrepàncies amb l'entrenador racinguista, és cedit al Celta de Vigo, per aquell temps a la Segona Divisió. Qualla una bona temporada al conjunt gallec, però no executa la seua opció de compra i és cedit de nou a l'Aris de la lliga grega.
La temporada 09/10 finalitza el seu contracte amb el Racing de Santander i roman a Grècia, fitxant per l'altre equip de la ciutat, el PAOK FC. La temporada 2011-2012 fitxa pel Panathinaikos FC, també a la Lliga grega de futbol, equip amb el qual juga durant dos campanyes. El 2013 signa per l'Elazığspor Kulubü de Turquia.
El 2014 Vitolo torna a l'equip de la seua terra i on va debutar, el CD Tenerife. Allí juga quatre temporades més.
L'agost de 2018 es compromet amb el FC Cartagena de Segona Divisió B.

## Selecció
Vitolo ha estat internacional amb les seleccions espanyoles sub-20 i sub-21. Amb la primera hi va participar en el mundial de la categoria, celebrat el 2003 als Emirats Àrabs Units.